# قسم حسين أباد (مقاطعة أنار)
قسم حسین أباد (بالفارسية: دهستان حسین‌آباد) هي منطقة سكنية تقع في إيران في قسم. يقدر عدد سكانها بـ 6,394 نسمة .